# Acondicionamiento de aire

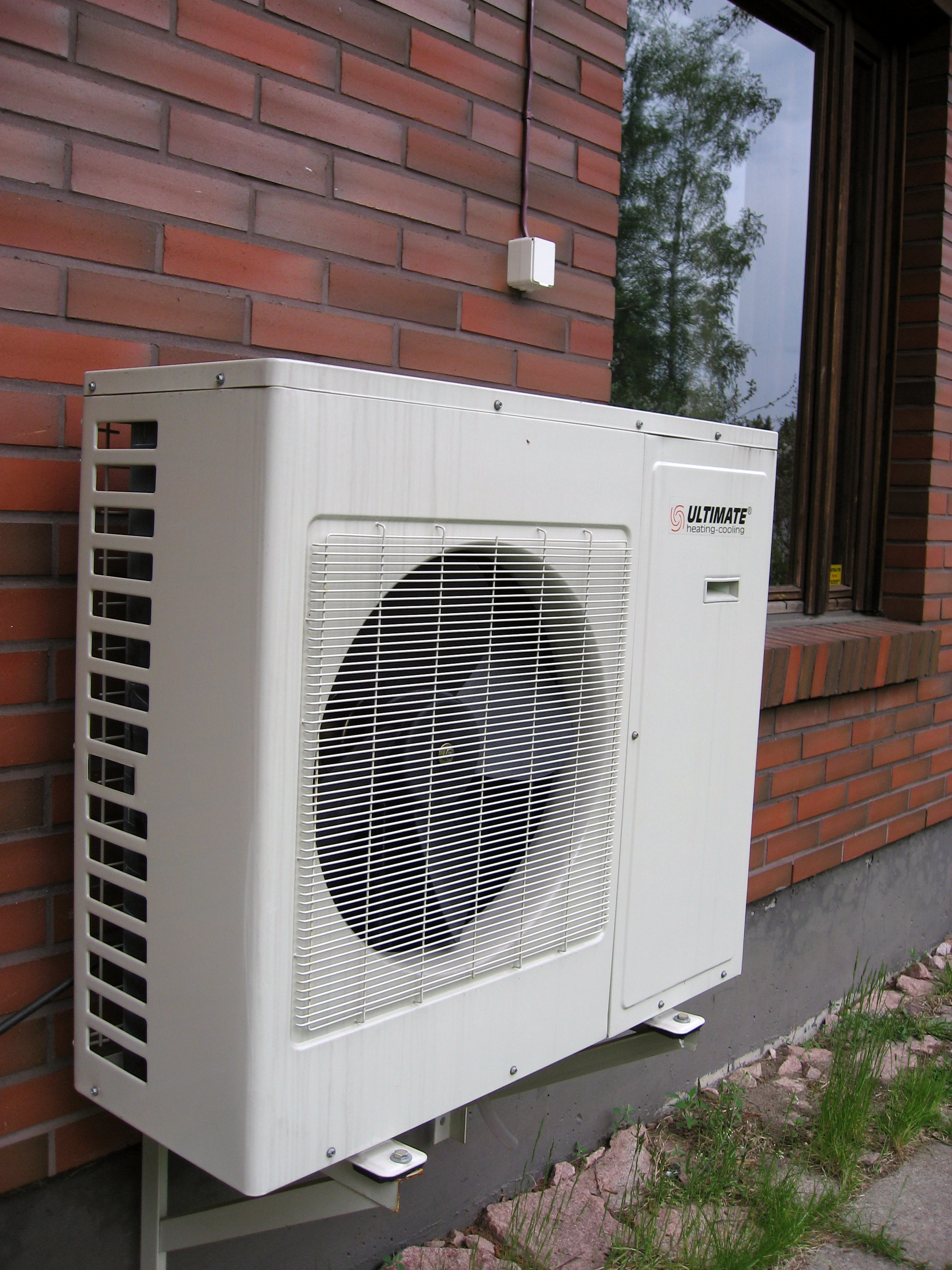
Unidad exterior de una enfriadora de agua de condensación por aire.

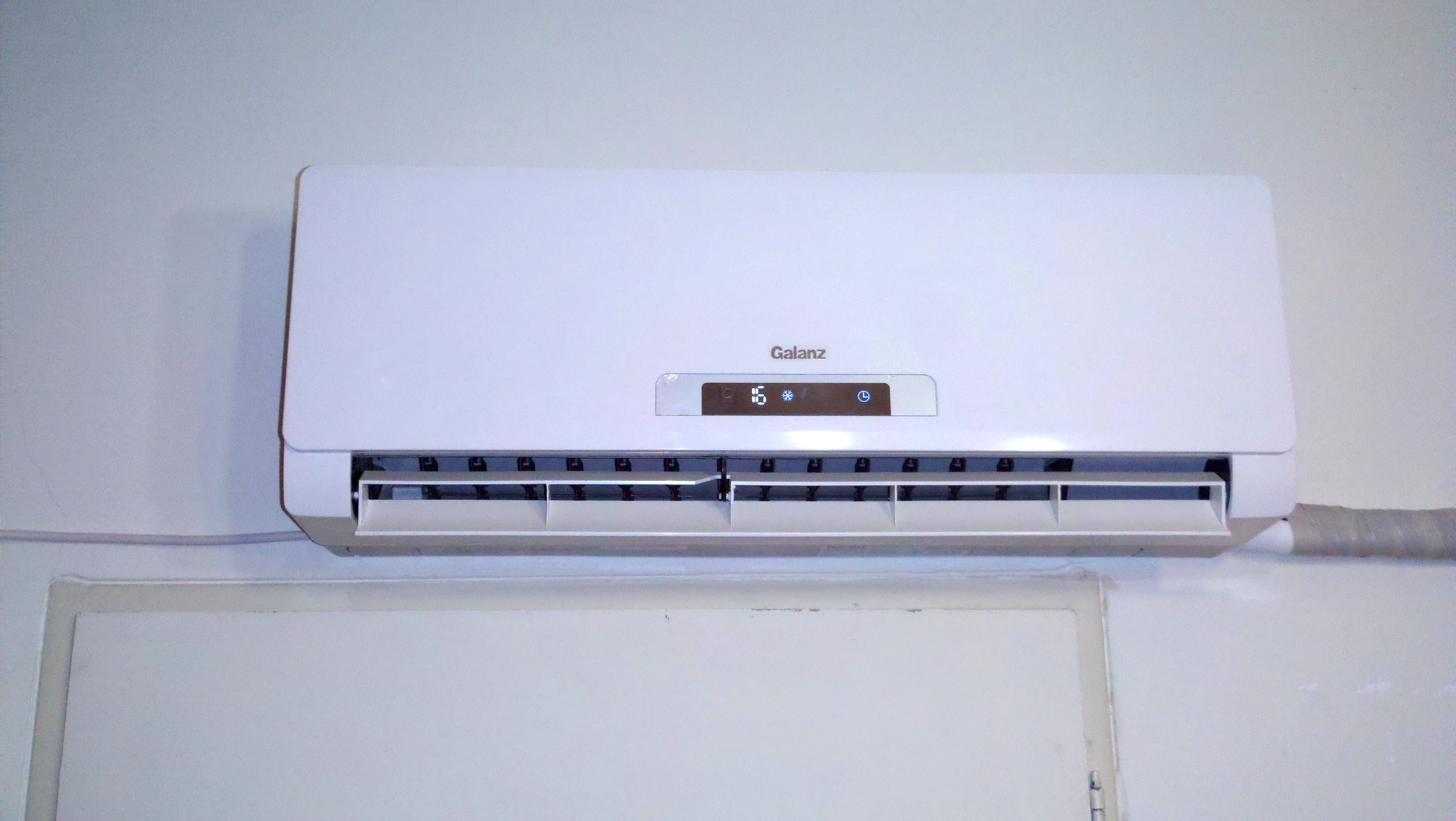
Acondicionador de aire tipo split, generalmente de uso particular.

El acondicionamiento de aire es el tratamiento del aire que modifica las condiciones de cierto lugar para adecuarlas a unas necesidades determinadas. Por ejemplo, en el caso de enfriar una habitación, el acondicionamiento de aire —mediante el uso del aire acondicionado (A/C)— realiza el proceso de eliminar el calor y la humedad del interior de un espacio para mejorar la comodidad de sus ocupantes.

## Terminología
Tomado literalmente, el término aire acondicionado debería referirse a cómo debe tratarse el aire de los ambientes habitados en cualquier época del año, haga en el exterior frío o calor, pero en el uso normal parece que solo afecta a la climatización de verano. Efectivamente, cuando se inventó, se presentó el problema de que al enfriar el aire, aumentaba la humedad relativa, por lo que hubo necesidad de tratar (secar) el aire para que el ambiente no resultase demasiado húmedo, al contrario de lo que ocurría en los sistemas de climatización de invierno, en los que aparentemente la humedad relativa no tenía tanta importancia (en los ambientes calefactados la ocupación y las actividades añaden vapor de agua, aunque a veces sea insuficiente). De ahí que el término haya quedado para nombrar la climatización en tiempo cálido.

## Desarrollo
Desde mucho antes existían las máquinas frigoríficas que se utilizaban para la fabricación de hielo y para la conservación de alimentos, pero cuando estas máquinas se quisieron aplicar a los ambientes habitados se encontró el problema del aumento de humedad relativa, al bajar la temperatura sin quitar la humedad del aire, de modo que no se consiguió hasta que se pudo "acondicionar" este parámetro.
La primera unidad de acondicionador de aire eléctrica moderna fue inventada por Willis Carrier en 1902 en Búfalo, en el estado de Nueva York.
La ciencia que estudia las propiedades de la mezcla aire-vapor de agua y establece las relaciones entre ellas para su cálculo y tratamiento, se llama psicrometría, (del griego psicros, ‘frío’, y metros, ‘medida’). Las fórmulas establecidas por la misma, facilitan también la construcción de diagramas de aire húmedo que facilitan el cálculo y proporcionan un resultado visual de la transformación.
La popularidad del uso doméstico del aire acondicionado en los hogares ha aumentado considerablemente en el siglo XX, que incluso en Estados Unidos cerca del 90 % de los hogares cuentan con aire acondicionado; no así en Europa donde no es tan común debido al clima predominantemente fresco. Sin embargo, aparte del uso doméstico o particular (en oficinas o salones de eventos, compras, etc.) hay multitud de actividades que requieren unas condiciones de aire específicas o determinadas como: laboratorios de metrología y calibración, salas de ordenadores, salas de exposiciones, quirófanos y salas de vigilancia intensiva (UVI), salas blancas en general, fabricación de dulces, fabricación de textiles, etc. Un sinfín de procesos industriales que precisan unas condiciones ambientales fijas, que pueden ser muy diferentes de las condiciones de confort, pero determinantes para la manipulación o la calidad del producto final.

## Procesos de acondicionamiento de aire
En instalaciones completas de climatización, el acondicionamiento del aire se hace mediante Unidades de Tratamiento de Aire (UTA), que son aparatos modulares en los que en cada módulo se realiza un tratamiento y se agrupan en función de las condiciones finales de aire requeridas. El tratamiento de aire más completo, es la climatización, en la que se necesitan la mayor parte de los módulos existentes, para garantizar las condiciones del bienestar térmico de las personas. Probablemente por esta razón, las UTAs se conocen normalmente como climatizadores. Los módulos de calor y frío, funcionan con baterías de agua caliente y fría respectivamente, que obtienen de generadores independientes; la producción de agua caliente suele confiarse a calderas y la de agua fría a máquinas frigoríficas llamadas enfriadoras.

### Módulo de ventilación
El módulo situado en cabeza de cualquier UTA, es siempre un ventilador que mueve un caudal másico de aire {\displaystyle m} tomado del ambiente a tratar, lo hace pasar por todos los módulos instalados en su aspiración y lo impulsa, ya tratado, de nuevo al ambiente.
En aquellas instalaciones en las que existe una amplia red de retorno o en aquellas en las que existe enfriamiento gratuito (free-cooling) del aire, se instalan dos ventiladores; uno en la impulsión y otro en el retorno, que suelen ser del mismo caudal y con una presión disponible correspondiente a la pérdida de carga de la parte de red  de distribución a la que abastecen.

### Filtrado
La función de filtrado se cumple en el módulo de filtración y en etapas de filtración instaladas en puntos clave de la distribución. Consiste en tratar el aire mediante filtros adecuados a fin de quitarle polvo, impurezas y partículas en suspensión. El grado de filtrado necesario dependerá del tipo de instalación de acondicionamientos a efectuar.
Para la limpieza del aire se emplean filtros que normalmente son del tipo mecánico, compuestos por sustancias porosas por las que se obliga a pasar al aire y en las que deja las partículas que lleva en suspensión.
En las instalaciones comunes de confort se usan filtros de poliuretano, lana de vidrio, microfibras sintéticas o metálicas de alambre con tejido de distinta malla de acero o aluminio embebidos en aceite. 
El filtro es el primer elemento, y muy comúnmente, también el último a instalar en la circulación del aire, porque no solo protege a los locales acondicionados, sino también al mismo equipo de acondicionamiento.

### Calentamiento sensible

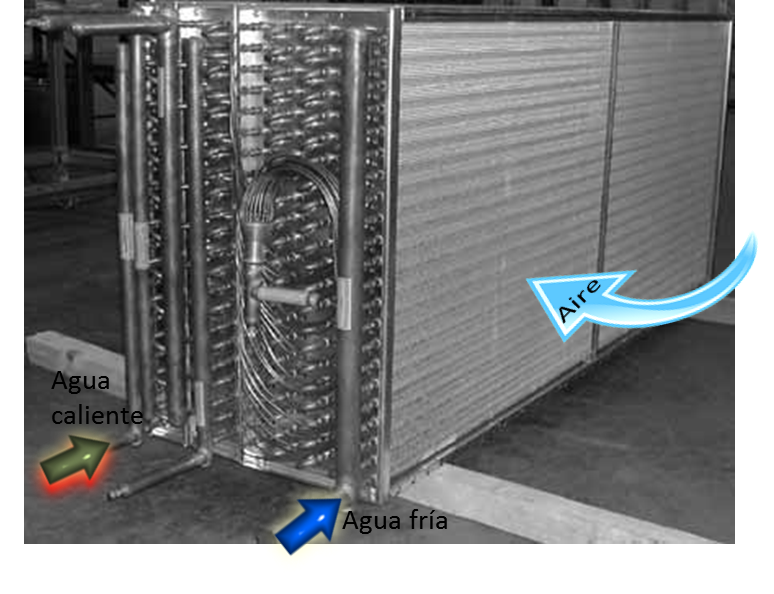
Baterías de frío y calor

En el calentamiento sensible, el aire pasa a través del módulo de calefacción, que consiste en una batería por la que circula agua generalmente procedente de una caldera. En el paso, el aire aumenta su temperatura de {\displaystyle t_{1}\;} a {\displaystyle \;t_{2}} y  su entalpía sin modificar la humedad específica, de tal forma que  a la entrada:
{\displaystyle h_{1}=1005.t_{1}+(2257.10^{3}+1872,3.t_{1})w}
Y a la salida:
{\displaystyle h_{2}=1005.t_{2}+(2257.10^{3}+1872,3.t_{2})w} 
Restando miembro a miembro:
{\displaystyle h_{2}-h_{1}=1005(t_{2}-t_{1})+1872,3.w(t_{2}-t_{1})}
{\displaystyle h_{2}-h_{1}=(1005+1872,3.w)(t_{2}-t_{1})}
es la energía térmica recibida por cada kg de aire, para pasar de {\displaystyle t_{1}\;} a {\displaystyle \;t_{2}} . La humedad máxima correspondiente a {\displaystyle t_{2}} habrá aumentado, por lo que su humedad relativa habrá disminuido.
La potencia de la batería de calor será el producto de la energía recibida por kg, multiplicada por el caudal másico{\displaystyle {\dot {m}}}.
{\displaystyle Q={\dot {m}}.(h_{2}-h_{1})}
En los sistemas con expansión directa, la batería de agua caliente se sustituye por el condensador de una máquina frigorífica o bomba de calor, de forma que es la condensación del refrigerante la que aporta el calor necesario, por intercambio directo con el aire.

### Mezcla
En el calentamiento sensible, la disminución de la humedad relativa unida a la recirculación continua de un caudal {\displaystyle {\dot {m}}}, sin ningún tipo de renovación, hacen que al cabo de no mucho tiempo, el aire se deteriore, y sobre todo en el acondicionamiento de confort (climatización), que el usuario sienta la sequedad y el enrarecimiento del aire.
Debido a esto, las instalaciones solo calefacción no son las más aconsejables. Una mejora del sistema es incorporar ventilación, es decir, una entrada de una cantidad de aire exterior que diluya la concentración de contaminantes en el aire.
Si se añade una cantidad de aire exterior, en algún punto se produce una mezcla de dos flujos de aire con diferentes condiciones. El aire nuevo del edificio o aire de ventilación penetra a través de una reja de toma de aire, ubicada en el exterior, en un recinto llamado módulo de mezcla, en él se mezcla el aire nuevo con el aire de retorno de los locales, regulándose sus caudales respectivos mediante persianas de accionamiento manual o automático.

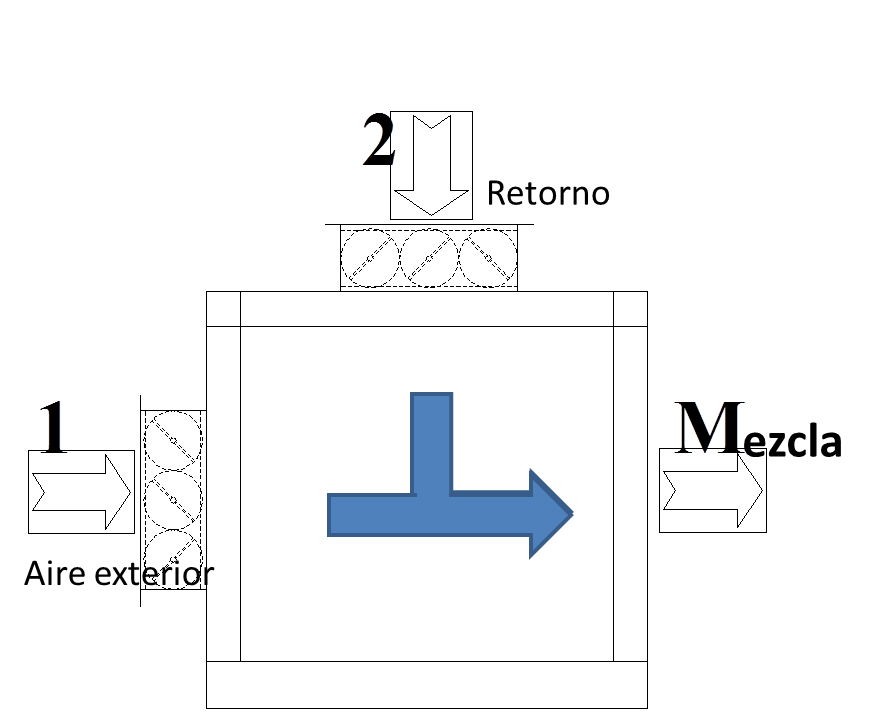
módulo de mezcla

Efectuando un balance de materia y de energía se obtiene:
Por conservación de la masa:
{\displaystyle {\dot {m}}_{1}+{\dot {m}}_{2}={\dot {m}}_{M}\;[kg_{as}/s]}
Por conservación de cantidad de vapor o balance de agua:
{\displaystyle {\dot {m}}_{1}.w_{1}+{\dot {m}}_{2}.w_{2}={\dot {m}}_{M}.w_{M}}
Donde {\displaystyle w} es la razón de humedad (kg vapor de agua/kgas) de las corrientes.
Por conservación de energía:
{\displaystyle {\dot {m}}_{1}.h_{1}+{\dot {m}}_{2}.h_{2}={\dot {m}}_{M}.h_{M}}
Donde{\displaystyle h} es la entalpía en (J/kgas) de las corrientes.
De estas tres ecuaciones se obtiene:
{\displaystyle w_{M}={\frac {{\dot {m}}_{1}.w_{1}+{\dot {m}}_{2}.w_{2}}{{\dot {m}}_{M}}}\Rightarrow h_{M}={\frac {{\dot {m}}_{1}.h_{1}+{\dot {m}}_{2}.h_{2}}{m_{M}}}}
También se utiliza con una aproximación bastante buena:
{\displaystyle t_{M}={\frac {{\dot {m}}_{1}.t_{1}+{\dot {m}}_{2}.t_{2}}{{\dot {m}}_{M}}}}

### Enfriamiento sensible
En el enfriamiento sensible, el aire pasa a través del módulo de refrigeración, que consiste en una batería por la que circula agua procedente de una enfriadora. En el paso, el aire disminuye  su temperatura de {\displaystyle t_{1}} a {\displaystyle t_{2}} y  su  entalpía disminuye sin modificar la humedad específica. Para que ocurra el proceso de esta forma, es necesario que la temperatura de la batería, o del agua que circula por ella, esté por encima de la temperatura de rocío correspondiente al estado 1. De no ser así, habrá condensación y por tanto disminución de la humedad específica.
Por lo demás, todo es al contrario que en el calentamiento sensible. La capacidad de absorción de humedad disminuye y por tanto aumenta la humedad relativa.
{\displaystyle Q={\dot {m}}.(h_{2}-h_{1})}
{\displaystyle Q} será negativo , ya que {\displaystyle h_{1}>h_{2}}. El signo no tiene más significado que la indicación del sentido del flujo de la energía térmica, que en este caso es extraída en lugar de aportada.

### Humidificación sin cambio de temperatura seca
Es la transformación en la que aumenta el contenido de vapor del aire húmedo sin modificar su temperatura seca. Este proceso se consigue con la aportación de una pequeña cantidad de vapor de agua al aire. La cantidad de vapor añadido por cada kg de aire seco será:
{\displaystyle \Delta w=w_{2}-w_{1}}
y se suele realizar por un generador de vapor.
Cuando se añade vapor a temperatura igual o superior a 100 °C, el proceso resultante determina una humidificación y ligero calentamiento del aire. En todo caso, la variación de temperatura seca es muy pequeña por lo que en la práctica se considera como un proceso isotérmico.
En este proceso hay una mezcla de dos masas, la del aire {\displaystyle m_{1}} y la del vapor de agua {\displaystyle m_{v}}, con lo que la suma de ellos será:
{\displaystyle m_{1}+m_{v}=m_{2}}
Haciendo un balance de cantidad de agua se tiene que:
{\displaystyle m_{1}.w_{1}+m_{v}=m_{2}.w_{2}}
Sustituyendo : 
{\displaystyle m_{1}.w_{1}+m_{v}=(m_{1}+m_{v})w_{2}\Rightarrow m_{v}-m_{v}.w_{2}=m_{1}.w_{2}-m_{1}.w_{1}\Rightarrow m_{v}.(1-w_{2})=m_{1}(w_{2}-w_{1})}
Por tanto:
{\displaystyle m_{v}=m_{1}.{\frac {w_{2}-w_{1}}{1-w_{2}}}\;[kg/s]}
De una manera menos precisa se puede calcular con caudales volumétricos, es decir:
{\displaystyle m_{v}[kg/s]=q[m^{3}/s].1,2[kg/m^{3}].(w_{2}-w_{1})[kg/kg]}

### Deshumidificación sin cambio de Tª seca
Es la transformación inversa a la anterior y se puede realizar con algún tipo de  producto desecante  o absorbente que elimine la humedad del aire sin variar su temperatura, como gel de sílice.

### Enfriamiento y deshumidificación
Cuando se hace pasar una corriente de aire húmedo por una superficie fría que se mantiene a una temperatura inferior a la de rocío del mismo, condensará una parte del agua que contiene y por tanto disminuirá su humedad. En condiciones ideales, el aire abandonaría el sistema con una temperatura seca igual a la temperatura de la batería y con una humedad relativa del 100 %.
La temperatura de rocío de la batería, {\displaystyle t_{adp}}, es la temperatura del aire tratado a la salida de la misma y coincide muy aproximadamente con la temperatura del fluido frío que circula por el interior de los tubos, debido a la pequeña resistencia térmica de la pared de los mismos.
De la entalpía que pierde el aire, una parte será calor sensible (disminución de la temperatura seca) y otra parte será calor latente  (disminución de vapor de agua).
El calor total eliminado en la batería es el extraído del aire, más el calor que lleva el agua condensada. Este segundo término se desprecia porque suele ser muy pequeño:
{\displaystyle Q_{T}=m_{1}.(h_{2}-h_{1})+m_{a}.h_{a}=m_{1}.(h_{2}-h_{1})+m_{1}(w_{1}-w_{2}).c_{p_{w}}.t_{adp}\approx m_{1}(h_{2}-h_{1})=Q_{S}+Q_{L}}

### Enfriamiento y humidificación adiabática

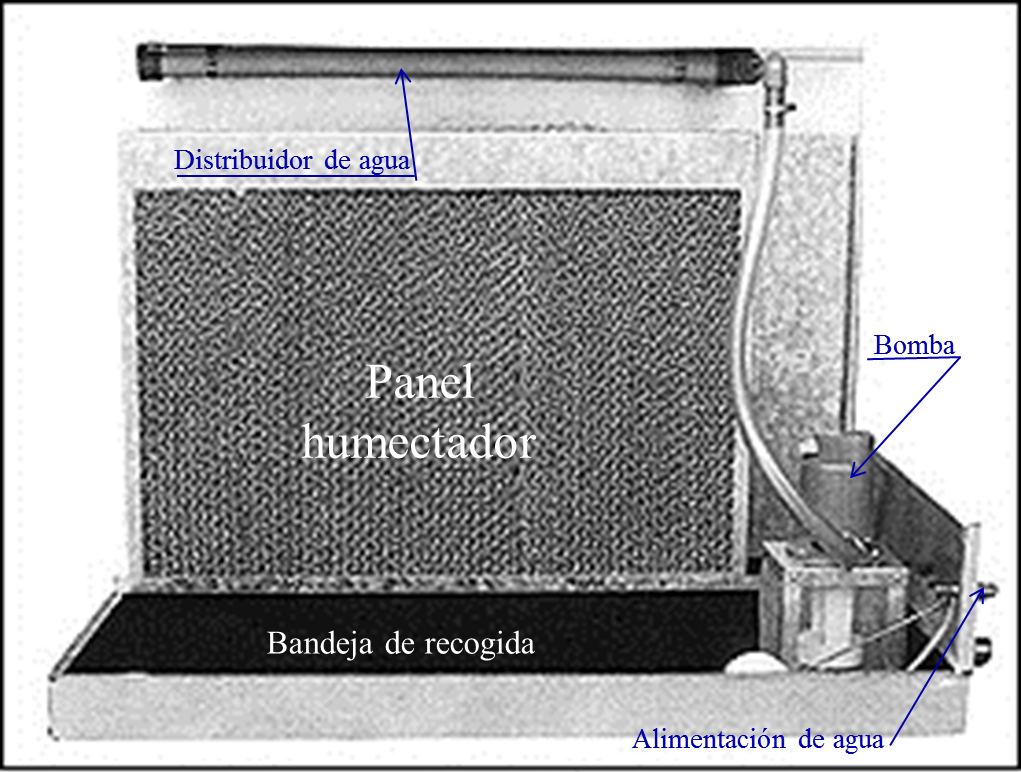
Humectador adiabático de panel

Un proceso es adiabático cuando se realiza sin intercambio de calor con el medio exterior. Ocurre cuando un flujo de aire atraviesa una cortina de agua. El agua, impulsada por una bomba, se pulveriza en el aire y vaporiza parte de ella, aumentando la humedad específica del aire. Si la cámara fuera lo suficientemente larga el aire saldría saturado. La temperatura del agua deberá ser igual a la temperatura húmeda del aire.
El aire evoluciona manteniéndose constante su temperatura húmeda. Esto implica que el aire sale prácticamente con la misma entalpía que entró, aunque con un mayor contenido de humedad específica. El aire se enfría porque cede el calor necesario para la vaporización del agua que se incorpora al aire como calor latente.
En la práctica las cámaras nunca son tan largas como para que el aire salga completamente saturado, por lo que la humidificación terminará en algún punto  antes de llegar a la saturación. Considerando que el aire entra en la cámara en la condición 1 y sale en la 2, la eficiencia de la humidificación será:
{\displaystyle e={\frac {w_{2}-w_{1}}{w_{s}-w_{1}}}={\frac {h_{2}-h_{1}}{h_{s}-h_{1}}}\approx {\frac {t_{2}-t_{1}}{t_{s}-t_{1}}}}
siendo {\displaystyle t_{s}} la temperatura húmeda del aire  e igual a la temperatura del agua y {\displaystyle w_{s}} y {\displaystyle h_{s}}, las condiciones en la saturación.
Esta ecuación proporciona las condiciones de salida del aire a su paso a través de una cortina de agua que se encuentra a una temperatura {\displaystyle t_{s}} y tiene una eficiencia {\displaystyle e}.
La humidificación de una corriente de aire mediante agua líquida pulverizada se consigue con los módulos llamados lavadores. También se consigue aunque con menos eficiencia, mediante un módulo con un panel adiabático.

## Clasificación de los equipos
En las zonas o espacios que requieren ambiente controlado, es indispensable un buen diseño y funcionamiento del sistema de tratamiento de aire. Temperatura, presión, humedad, limpieza y calidad de aire, así como su distribución y velocidad en el ambiente tratado, son parámetros que deben estar controlados para alcanzar y mantener las condiciones especificadas de comodidad.
Las zonas de ambiente controlado pueden tener usos diversos y requisitos muy especiales: zonas limpias, zonas estériles, zonas de seguridad biológica, zonas antideflagrantes, etc. El sistema debe cumplir la normativa especificada para cada uso, sin perjuicio de las necesidades y características requeridas por los tratamientos de cada instalación. El control de las presiones diferenciales y del escalado de las mismas, creando sobrepresiones o depresiones en distintas zonas, permite reducir la introducción o retención de cualquier tipo de contaminación: microbiológica, por partículas de polvo, cruzada entre productos, o cualquier otra contaminación externa, incluida la que pueden producir los propios operarios. Por otra parte, los sistemas de distribución y de extracción de aire deben estar diseñados para conseguir un barrido máximo del ambiente, minimizando la retención de partículas en suspensión.
Cada  vez más, el consumo energético de la instalación es otro de los factores relevantes a considerar, no solo desde el punto de vista económico, sino también de la eficiencia energética.
Los equipos propios de estas instalaciones son:
- Climatizadores: formados por los módulos necesarios para el tratamiento específico.
- Sistemas de filtración: distribuidos comúnmente en tres o cuatro etapas de filtración ubicadas a lo largo de la instalación.[4]
- Sistemas de producción de fluidos: (agua fría, o agua caliente).
- Sistemas de humidificación y deshumidificación: lavadores, humectadores de panel, lanzas de vapor, secadores, etc.
- Entrada de aire de ventilación y salida de aire usado.
- Red de distribución del aire tratado mediante conductos y elementos terminales de difusión.
- Redes de distribución de fluidos mediante tuberías desde los equipos generadores hasta las baterías en los módulos correspondientes.
- Sistemas de recuperación de energía para minimizar el coste económico y energético del proceso.
- Tratamientos especiales del aire: lámparas germicidas, ozonizadores o ionizadores.

## Control automático
Todo este equipamiento lleva asociado un sistema de control que permite gestionar y conocer el estado de las variables que determinan la funcionalidad del proceso. Este sistema de control gestiona los ciclos de funcionamiento de los procesos, registrando o mostrando los valores de cada variable.
Así se obtiene el control directo de cada uno de los parámetros de la instalación, proporcionando en tiempo real la información de lo que está pasando, pudiéndose tomar decisiones sobre cada uno de ellos, tales como; selección de las condiciones interiores, fijación de consignas o parámetros de funcionamiento, temporizaciones, etc.
Adicionalmente a la optimización del proceso, es conveniente adoptar un sistema de gestión integral que posibilite la operación y regulación en toda la instalación del consumo energético, así como una disminución de los costos de mantenimiento.